# منتخب ناميبيا لسباعيات الرغبي
منتخب ناميبيا لسباعيات الرغبي (بالإنجليزية: Namibia national rugby sevens team)‏ هو ممثل ناميبيا الرسمي في المنافسات الدولية في سباعيات الرغبي
.